# Sabine Vogel
Sabine Vogel (* 1971 in München) ist eine deutsche Flötistin, die auf dem Gebiet des Jazz, der experimentellen und Improvisationsmusik aktiv ist.
Vogel studierte von 1993 bis 1997 Jazz-Querflöte am Bruckner-Konservatorium in Linz. Sie ging 2000 nach Berlin und lebt seit 2005 in Potsdam. Sie beschäftigt sich intensiv mit modernen Spieltechniken und erweitert die Klangmöglichkeiten ihres Instrumentes durch Einsatz von speziellen Mikrophonen und elektronischen Hilfsmitteln wie Bewegungscontrollern, mit denen sie Programme zur Modifizierung des Klanges steuert.
Sie arbeitete mit Musikern wie Arto Lindsay, Jim Denley, Tony Buck, Chris Abrahams, Axel Dörner, Andrea Neumann, Jack Wright und Chris Dahlgren, dem Ensemble Zwischentöne, dem Walter Thompson Orchestra und dem Anthony Braxton 12tet zusammen und gehört den Gruppen Schwimmer und phono_phono an. Sie beteiligte sich an Projekten mit bildenden Künstlern, Schauspielern, Tänzern und zeitgenössischen Komponisten wie Alex Nowitz, Malin Bång, Mattias Petersson und Shintaro Imai. Außerdem tritt sie auch als Solistin auf. Konzerte und Tourneen führten sie u. a. nach Skandinavien, Italien und in die USA.
Seit 2005 unterrichtet Vogel Querflöte an der Universität Potsdam, außerdem gab sie Workshops am Landeskonservatorium Tirol in Innsbruck und der Hochschule für Schauspielkunst „Ernst Busch“ Berlin. 2006 entstand in Zusammenarbeit mit der schwedischen Komponistin Lise-Lotte Norelius ein Auftragswerk für das Usedomer Musikfestival. 2007 war sie Artist in Residence am Elektronmusikstudion (EMS) in Stockholm. In 2011 war sie Artist in Residence am Steim in Amsterdam.

## Diskographie
- Schwimmer: 7x4x7 (mit Alessandro Bosetti, Michael Griener, Michael Thieke), 2003
- Aus dem Fotoalbum eines Pinguins – part1&2, 2006
- phono_phono (mit Magda Mayas, Michael Renkel), 2007
- Metamorphosis auf: Siebenmal Solo (sieben Soloaufnahmen von Dave Bennett, Lars Scherzberg, Axel Haller, Paul Hubweber, Ute Völker, Sabine Vogel und Christian Marien), 2007